# Shirley Villavicencio Pizango
Shirley Villavicencio Pizango (Shurleey) (Lima, 1988) is een Belgisch-Peruaanse kunstschilder en keramiste. Zij maakt stillevens en portretten. Haar kleurrijke werken zijn een mix van de Peruaanse en westerse cultuur. Mensen van kleur en vrouwen hebben een prominente plaats in haar werk. Zij woont en werkt in Gent.

## Biografie

### Jeugd

###### Peru
Shirley Villavicencio Pizango groeide als kind van een alleenstaande moeder op in Santiago De Borja, een Incadorp in het Amazonewoud in Peru. Haar grootvader had er een cacaoplantage. Ze liep school in Lima, waar haar moeder werkte, maar hun vakanties brachten ze door bij de familie in het Amazonewoud. In Lima maakte Shirley op haar 12de voor het eerst kennis met kunst en begon zelf portretten te maken. Een beroep als kunstenaar was echter niet aan de orde in Peru. Ze begon later aan een studie in de rechten, maar gaf die vlug op.

###### Gent
Op 18-jarige leeftijd ging Shirley bij haar vader in Gent wonen om in België taal- en letterkunde te studeren. Na drie maanden verliet Shirley het gezin van haar vader en kon ze terecht bij een Gentse familie die ze haar "pleeggezin" noemt. Ze had ondertussen een goede band opgebouwd met haar halfbroer Manolo, die Peruaanse en Equatoriaal-Guinese roots heeft. Manolo studeerde in Gent aan het KASK. Hij werd later een terugkerend onderwerp in haar schilderijen.

### Opleiding
Haar pleegmoeder steunde haar interesse voor een artistieke richting en liet haar kennismaken met de westerse kunst in musea zoals het S.M.A.K., Musée d'Orsay en Tate Modern. Shirley was sterk onder de indruk van de artistieke vrijheid van kunstenaars als Matisse, Picasso en Gauguin.
Shirley Villavicencio Pizango ging aan het KASK studeren in Gent en behaalde in 2012 haar bachelor- en in 2013 haar masterdiploma in de schilderkunst. Daarna volgde ze een lerarenopleiding aan het KASK, waar ze in 2015 haar diploma van leerkracht kunstonderwijs behaalde.
Ze werd in 2019 geselecteerd voor een postacademische opleiding aan het HISK in Gent die ze beëindigde als "Laureate HISK 2020" met haar eindwerk "A tear for power/een traan om macht" met narcisme als thema.
In het HISK werd ze opgemerkt door de Wetterse kunsthistoricus en curator Bart Cassiman, die haar mentor werd. Hij scheef later de begeleidende teksten in haar kunstboek "Dark Empathy"/Bezielde Verbeelding".

### Kunstenaar
Na haar lerarenopleiding in 2015  begon ze met lesgegeven en experimenteren met kunst. Ze vond vlug haar definitieve stijl van fel gekleurde portretten, stillevens en taferelen met extra grote mannen, vrouwen en kinderen voor een vlakke achtergrond. Haar werken getuigden van artistieke vrijheid en situeerden zich tussen realisme en abstractie en tussen schilder- en tekenkunst.
Naast schilderen had Shirley ook interesse in keramiek. Zij volgde lessen pottenbakken en kwam daar in contact met de galeriste Marie-Paule De Vil, die onder de indruk was van haar schilderkunst. In 2018 kreeg ze haar eerste solotentoonstelling in de galerie Geukens-De Vil in Antwerpen.
Geukens-De Vil toonde haar werken in het voorjaar 2019 op Art Lima, de belangrijkste kunstbeurs van Peru en een van de belangrijkste van Zuid-Amerika. Ze werd er door de Amerikaanse galeriehouder Steve Turner opgemerkt, die haar in 2020 een solotentoonstelling aanbood in zijn galerie in Los Angeles en in 2022 groepstentoonstellingen in zijn galerieën in Chicago en Miami Beach. Zij werd ook opgemerkt door Ginsberg Gallery in Lima. Ze was er artist in residence, sloot een overeenkomst van vertegenwoordiging en kreeg in 2021 een solotentoonstelling in Lima en in Londen.
Zij was aanwezig op talrijke groepstentoonstellingen, zoals de triënnale van Kortrijk, Art Brussels, De Warande, meerdere tentoonstellingen in Gent en verder in Berlijn, Madrid en São Paulo. Met Geukens-De Vil kreeg ze een aantal solotentoonstellingen in Antwerpen en Knokke. 
Haar werk is wereldwijd in trek bij kunstverzamelaars. Haar schilderij "Dusty Memories with a Smell of Nostalgian" werd in 2024 verworven door de collectie van de Vlaamse gemeenschap en wordt tentoongesteld in Musea Brugge. 
Behalve schilderen en  keramiek bleef zij verder experimenteren met andere kunstvormen zoals beschilderen van handtassen, textiel en andere voorwerpen. In 2023 werd ze moeder van een zoontje.
Shirley Villavicencio Pizango werd in 2025 geselecteerd als een van de hedendaagse toonaangevende kunstenaars in de overzichtstentoonstelling Painting after Painting in het SMAK in Gent.

## Werk

### Stijl
De werken van Shirley Villavicencio Pizango zijn opgebouwd uit snelle met zwarte verf getekende lijnen die ze met warme en hevige kleuren met acryl inkleurt. Sommige delen van het doek worden niet afgewerkt. Zij houdt geen rekening met het perspectief. De anatomische verhoudingen kloppen niet. Hiermee wil ze ze een esthetisch oordeel over het model vermijden. De witte lippen verwijzen naar de onmogelijkheid tot communiceren voor iemand die de taal niet kent, een herinnering aan het feit dat ze uitsluitend Spaans sprak kwam toen ze naar België kwam. Ze beheerste het Nederlands binnen vijf maanden.
Typerend voor haar werk is de vermenging van de Peruaanse cultuur en de westerse cultuur. De melancholie en felle kleuren haalt ze uit Peru, de Inca-cultuur en het amazonewoud. De speelse elementen, de kunsthistorische verwijzingen en de artistieke vrijheid komen uit de Europese cultuur. De niet-realistische voorstelling van de realiteit is geïnspireerd door Matisse en Picasso.
Daarnaast zoekt ze ook inspiratie in andere culturen zoals Marokko of Japan. Zij was in 2017 artist in residence in Matsudo. De Japanese invloed is vooral aanwezig in haar keramiek.
De meeste werken hebben een autobiografische inslag. Haar portretten zijn vooral zelfportretten en afbeeldingen van haar familie, kennissen en haar halfbroer Manolo. Ze zijn gebaseerd op levend model of zelf gemaakte foto's.  De achtergrond is een zelfgeschapen universum, gekenmerkt door flora en fauna, waarvoor ze haar inspiratie haalt uit haar atelier, haar dagelijks leven of herinneringen aan Peru.Haar stillevens bestaan hoofdzakelijk uit voorwerpen uit haar atelier, zoals haar verzameling maskers, zelf gemaakte of door anderen ontworpen keramiek, kunstwerken van haar zelf of van vrienden en verder haar rotan meubilair en de bloemen en planten waarmee ze een exotische sfeer aanbrengt in haar atelier.

### Titels als boodschap
Door de warme kleuren, de thema's en de vormgeving lijken haar werken paradijselijke taferelen. In werkelijkheid bevatten ze een boodschap die niet altijd vrolijk is, zoals een politiek statement, de plaats van mensen van kleur in de beeldende kunst, de afwezigheid van de vader, de problemen waarmee haar halfbroer geconfronteerd wordt of haar strubbelingen met haar eigen identiteit tussen de Belgische en de Peruaanse cultuur. Die boodschap legt ze vast in haar titels.

### Diversiteit: mensen van kleur en vrouwen in de kunst
Shirley Villavicencio Pizango geeft mensen van kleur een prominente plaats in haar werk. Ze schildert de huidskleur donkerder dan de realiteit. Ze reageert tegen wat ze het "conventionele exotisme" noemt, de representatie van gekleurde mensen als exotisch, primitief of sensueel, dikwijls in een dienende functie. Ze wil daarom een spontane vorm van diversiteit in haar werk aanbrengen. Ze schildert zwarte of Latijns-Amerikaanse mensen zoals ze echt in het leven staan, als krachtige, trotse, zelfbewuste personen die de toeschouwer recht in de ogen kijken en zonder nadruk te leggen op hun afkomst. De identiteit van de personages wordt gesuggereerd door de symbolen of motieven op de kledij of achtergrond en de imaginaire omgeving waarin ze afgebeeld worden.
Naast haar bekommernis om mensen van kleur is ook haar feministische visie op vrouwen in de kunst bepalend in haar werk. Ze geeft een antwoord op de westerse kunsttraditie, die dikwijls vrouwen als muze van de schilder of als lustobject voorstelt, door vrouwen zelfbewust en zonder sensualiteit af te beelden.